# Католицька церква в Ефіопії
Като́лицька це́рква в Ефіо́пії — третя християнська конфесія Ефіопії. Складова всесвітньої Католицької церкви, яку очолює на Землі римський папа. Керується конференцією єпископів. Станом на 2004 рік у країні нараховувалося близько 533 000 католиків (0,89% від усього населення). Існувало 10 діоцезій, які об'єднували 246 церковних парафій.  Кількість  священиків — 478 (з них представники секулярного духовенства — 189, члени чернечих організацій — 289), постійних дияконів — 1, монахів — 461, монахинь — 596.